# 琅琊榜 〜麒麟の才子、風雲起こす〜
『琅琊榜 〜麒麟の才子、風雲起こす〜』（ろうやぼう きりんのさいし、ふううんおこす、簡体字中国語: 琅琊榜）は、2015年の中国のテレビドラマ。全54話。
秘密結社江左盟によるシンクタンク琅琊閣が出した才子榜（英才リスト)の第1位 梅長蘇を配下にすれば天下が取れる、という設定に基づいたタイトル。
続編となる『琅琊榜〈弐〉〜風雲来る長林軍〜』は2017年より放送された。
Pansori
日本では、チャンネル銀河、BSジャパン、アジアドラマチックTVにて放送。

## 概要
中国の南北朝時代を模した架空の国・梁を舞台に繰り広げられる宮廷復讐劇。中国の作家、海宴（ハイ・イェン）による架空歴史小説のドラマ化。
2015年、中国版エミー賞『国劇盛典』では「影響力を持つドラマ」、「最優秀男優」など最多9部門で10冠を達成。男性版『宮廷の諍い女』と称され、中国本国では『岳飛伝』、『宮廷の諍い女』以上の高視聴率を獲得した。

## あらすじ
梁の赤焔軍は梅嶺（ばいれい）の戦いで罠に嵌められ壊滅する。12年後、生き残った赤焔軍将師・林殊は梅長蘇と名前を変え、梁の首都・金陵へ帰還する。

## 用語解説
- 琅琊閣（ろうやかく）：情報組織。相応の対価を支払えば、どんな質問にも正確な答えが得られる。
- 金陵（きんりょう）：梁の都。現在の南京。
- 江左（こうさ）：長江下流の南岸、今の南京市を中心とする江蘇省南部を指す。
- 江湖（こうこ）：侠客が属する世界。
- 榜（ぼう）：順位表。
- 江左盟（こうさめい）：江湖の一派。
- 廓州：中国にかつて存在した州。河南地方。
- 御史台（ぎょしだい）：官吏の監察官庁。
- 御史（ぎょし）：監察職。
- 懸鏡司（けんきょうし）：皇帝直属の調査機関。
- 禁軍：皇帝宮を警衛する皇帝直属の軍隊。
- 巡防営（じゅんぼうえい）：都の警固を司る機関。
- 一刻：二時間。
- 榛子（しんし）：ハシバミの実。
- 長公主（ちょうこうしゅ）：皇帝の姉妹。
- 掖幽庭（えきゆうてい）：罪人家族の収監場所。
- 娘娘（じょうじょう）：位の高い女性に付ける敬称。
- 内廷司（ないていし）：宮廷事務を司る部門。
- 三省六部（さんしょうりくぶ）：朝廷の中心機関。
- 尚書（しょうしょ）：六部の長官。
- 吏部（りぶ）：人事を司る部門。
- 礼部（れいぶ）：祭祀・礼制を司る部門。
- 刑部（けいぶ）：司法を司る部門。
- 戸部（こぶ）：財政を司る部門。
- 兵部（へいぶ）：国防を司る部門。
- 工部（こうぶ）：公共工事を司る部門。
- 中元節（ちゅうげんせつ）：霊魂を慰める節句。
- 京兆尹（けいちょういん）：都を治める官職。
- 中書令（ちゅうしょれい）：政令の起案担当。
- 知府（ちふ）：州の長官。
- 滑族（かつぞく）：5～6世紀に中央アジアに存在した遊牧民族。西洋ではエフタル族とも。

## 登場人物・出演者

### 主要登場人物
- 梅長蘇（メイ・チャンスー）/ 蘇哲 / 林殊：フー・ゴー（少年時：チャン・ジャーハン）
天下一の秘密結社・江左盟（江湖に生きる侠客組織）の宗主。“麒麟の才子”として名を馳せ、琅琊閣の「十大公子榜」1位にランクされている。その正体は、かつて赤焔軍を率いていた将軍・林燮 （りんしょう）の息子、林殊。赤焔軍が殲滅された時に生き残ったが、火寒毒に侵されて容貌が一変し、体も病弱になっている。冷静沈着で優れた頭脳を持ち、12年前に罪を着せられた林家の汚名をそそぐため、梁の都・金陵に舞い戻り、朝廷の権力争いに身を投じる。
- 靖王・蕭景琰（シャオ・ジンイェン）：ワン・カイ
第7皇子。琅琊閣「十大公子榜」3位。武力と知力を兼ね備えているが気難しい面を持つ。林殊の親友であり、赤焔事案の時に、林家と当時皇太子であった長兄・祁王（きおう）の潔白を訴えたため皇帝からうとまれる。梅長蘇の補佐を得て後継者争いに加わることを決意する。
- 蒙摯（モン・ジー）：チェン・ロン（中国語版）
禁軍を統括する将軍。通称“禁軍大統領”。梁で一番の武芸の達人で、琅琊閣「十大高手榜」2位。正義感が強く朴訥とした性格で皇帝からも信頼されている。林殊の親友であり、一時期、赤焔軍に所属していた。長蘇の正体を知っており、陰から長蘇を支える。
- 飛流（フェイ・リョウ）：ウー・レイ（中国語版）
梅長蘇の護衛で優れた武術の持ち主。常に長蘇につき従い、長蘇に襲い掛かる敵を華麗になぎ倒す。まだ幼いところがあり、大好きな長蘇以外の人物にはきわめて無愛想。自分より武芸に優れる蒙摯をライバル視している。
- 穆霓凰（ム―・ニホアン）：リウ・タオ（少女時：パン・シャオヤン）
雲南郡主。梁の南国境を守る大軍の統帥で武芸に優れる。父である雲南王が戦死した後、幼い弟が家督をつげるようになるまで穆王府を守ってきた。林殊とは幼馴染みで許嫁だった。梅長蘇が林殊ではないかと怪しみ、密かに長蘇を愛し支える。

### 皇族
- 皇帝・蕭選（シャオ・シュェン）：ディン・ヨンダイ
疑り深く冷酷非情な皇帝。皇太子と誉王の後継者争いに頭を痛める。12年前、赤焔軍の謀反を信じて軍の殲滅を命じ、謀反を主導したとして長男の祁王を自害させた。また、祁王の無実を訴えた靖王を冷遇するようになる。
- 皇太子・蕭景宣（シャオ・シュェン）：ガオ・シン（中国語版）
長兄の祁王が亡くなったことで皇太子となるが、浅はかな行動と誉王とのあからさまな後継者争いで、梁帝からの信頼が薄れて行く。気が弱く、梁帝から寵愛されている実母の越貴妃を頼りにしている。官僚を使って私財を溜め込む。
- 誉王・蕭景桓（シャオ・ジンホン）：ビクター・ホァン
第5皇子。養母である言皇后の協力を得て、皇太子派と激しい後継者争いを繰り広げる。梅長蘇が味方になったと信じ、長蘇の指示に従って皇太子派を追い込む。教養があり頭もよいが、やや自信過剰。配下を切り捨てる冷酷さも持つ。
- 紀王（きおう）：寧文彤
梁皇帝の弟。政争に巻き込まれないために凡庸な人物を装っている。
- 祁王・蕭景禹（シャオ・ジンユー）：季晨
第1皇子。12年前の赤焔事案の際、赤焔軍の謀反を主導したとして皇帝に自害を命じられた。

### 後宮
- 皇后・言（ユァン）氏：フォン・シャオリー
誉王の養母。
- 貴妃・越（ユエ）氏：ヤン・ユーティン
皇太子の生母。
- 静嬪（ジンピン）：リウ・ミンタオ（中国語版）
靖王の母。思慮深く謙虚な女性で梁帝からの信頼も厚い。元は医女で、側室となった林燮の妹・林楽瑶を案じた林家によって皇宮に送られた。皇后や越貴妃の権力争いを静観している。
- 宸妃・林楽瑶
祁王の生母。林殊の父・林燮の妹。12年前、赤焔軍の謀反を主導したとして祁王が自害を命じられた際に、自ら命を絶った。

### 宗室
- 太皇太后：鄭毓芝
皇帝の祖母。林殊を幼少期に可愛がっていた。
- 言豫津（ユァン・ユージン）：グオ・シャンラン
言侯府の御曹司。皇后・言氏の甥。蕭景睿の友人。
- 言闕（げん・えつ）：ワン・ジンソン（中国語版）
言皇后の兄。若かりし頃は才気あふれる青年で、梁帝や林燮と友情を結び、林燮の妹・林楽瑶に想いを寄せていた。だが梁帝が林楽瑶を側室としたため、そのことが心の傷となっている。赤焔軍の一件で政治に失望し、表舞台から身を引く。

### 江左盟関連
- 藺晨（リン・チェン）：ジン・ドン
琅琊閣の閣主。江湖の医者
- 黎綱（リ・ガン）：王宏
江左盟の配下。武術の達人。
- 甄平（しん・へい）：趙一龍
江左盟の配下。武術の達人。
- 百里奇（バイリ・チ）：李龍
穆霓凰の婿選びに参加した北燕の勇士。実は江左盟の配下。
- 宮羽（ゴン・ユー）：周奇奇（中国語版）
江左盟の配下。普段は妓楼・妙音坊の芸妓をしている。
- 十三先生（シシャン・シェンション）：公方敏
江左盟の配下。妓楼・妙音坊を営む。
- 晏医師（あん・いし）：鍾衛華
梅長蘇の医者。

### 懸鏡司
- 夏冬（シャ・ドン）：チャン・リンシン（中国語版）
掌鏡使。夏江の弟子で武術に優れるが、血の気の多い性格。穆霓凰の親友でもある。赤焔軍だった夫・聶鋒が林燮に殺されたと思いこみ林燮を恨む。夏江の留守を預かり、梁帝から直接、密命を受けるなど、梁帝から信頼されている。
- 夏江（シャ・ヂャン）：ワン・ヨンチュエン
梁帝直属の調査・諮問機関である懸鏡司の首尊。梁帝の命令に従い、奸臣（かんしん）を調査する。朝政や派閥争いには関与しない態度を貫くが、朝廷を揺るがした大事件の鍵を握っている。夏冬たち部下には厳しい態度で接する。
- 夏春（シャ・チュン）：劉冠霖
掌鏡使。夏江の一番弟子。
- 夏秋（シャ・チュウ）：隋抒洋
掌鏡使。夏江の二番弟子。

### 寧国府
- 謝玉（シエ・ユー）：リウ・イージュン（中国語版）
寧国侯。妻は梁帝の妹・莅陽長公主で皇帝からの信頼も厚い。都の警護を司る巡防営の指揮権を持つ。表向きは政治的公正さを保つが、実は皇太子派の重鎮であり、ライバルの誉王派をつぶしにかかる。“麒麟の才子”である梅長蘇を手に入れようとする。
- 蒞陽（リヤン）長公主：チャン・ヤンヤン（中国語版）
謝玉の妻。皇帝の妹。
- 蕭景睿（シャオ・ジンリュイ）：チョン・ハオフォン
謝玉と梁帝の妹・莅陽（りよう）長公主の長男。謝玉と協力関係にある卓家との共同の息子として育つが、本人も知らない出生の秘密がある。琅琊閣「十大公子榜」2位。心優しく紳士的な好青年で、梅長蘇と交流を結び親しく付き合う。
- 謝弼（シエ・ビー）：匡牧野
寧国府の世継ぎ。蕭景睿の弟。

### その他
- 高湛（ガオ・ジャン）：譚希和
太監総宦官。長年皇帝に仕えている。
- 秦般若（チン・ボルァ）：ワン・オウ（中国語版）
誉王の参謀。妓楼・紅袖招の主を務めながら諜報部隊を統率し、情報を集める。実は、梁帝に滅ぼされた滑族の生き残りで、滑族再興のために誉王を助けている。誉王に様々な助言をするが、常に梅長蘇に上手を取られる。
- 列戦英（リエ・ジャンイン）：張雨剣
靖王の配下の武人。
- 穆青（ムー・チン）：チャン・シャオチエン
雲南王府、雲南王。穆霓凰の弟。
- 蕭庭生（シャオ・ティンション）：張巨明
靖王の養子。実は梁の第一皇子祁王・蕭景禹（シャオ・ジンユー）の遺腹の子。
- 沈追（しん・つい）：馮暉
戸部尚書。靖王に見出された。
- 卓鼎風（ジュオー・ディンフォン）：劉昊明
天泉山荘の荘主。琅琊達人榜の4位。
- 卓青遥（ジュオー・チンヤン）：言杰
卓鼎風の長子。寧国侯・謝玉の娘を娶る。

## スタッフ
- 監督：コン・シェン、リー・シュエ
- 原作：ハイ・イェン
- 脚本：ハイ・イェン
- 日本版翻訳：本多由枝

## 主題歌
- 『風起時』（エンディング）、歌：フー・ゴー
- 『紅顔旧』（挿入歌）、歌：リウ・タオ
- 『赤血長殷』（挿入歌）、歌：ワン・カイ

## DVD、Blu-Ray Disc
- 『琅琊榜 〜麒麟の才子、風雲起こす〜』
発売・販売元：ポニーキャニオン